# Khourshed Makhmoudov
Khourshed Makhmoudov (tadjik : Хуршед Маҳмудов), né le 8 août 1982 à Douchanbé en RSS du Tadjikistan, aujourd'hui Tadjikistan, est un joueur de football international tadjik qui évoluait au poste de milieu de terrain.

## Biographie

### Carrière en club
Khourshed Makhmoudov évolue pendant 12 saisons avec le club de TadAZ Tursunzoda.

### Carrière en sélection
Khourshed Makhmoudov reçoit 42 sélections en équipe du Tadjikistan entre 2004 et 2016, inscrivant quatre buts.
Il participe à l'AFC Challenge Cup en 2006. Le Tadjikistan remporte cette compétition en battant le Sri Lanka en finale.
Il participe également avec l'équipe du Tadjikistan aux éliminatoires du mondial 2006, aux éliminatoires du mondial 2010, aux éliminatoires du mondial 2014, et enfin aux éliminatoires du mondial 2018.

## Palmarès

### Palmarès en club
| - Championnat du Tadjikistan (6) : - Champion : 2002, 2003, 2004, 2006, 2007 et 2008. - Vice champion : 2005, 2009, 2010, 2011 et 2012. - Coupe du Tadjikistan (3) : - Vainqueur : 2005, 2006 et 2011. |  | - Coupe du président de l'AFC (2) : - Vainqueur : 2008 et 2009. |

| - Championnat du Tadjikistan (3) : - Champion : 2014, 2015 et 2016. - Coupe du Tadjikistan (3) : - Vainqueur : 2014, 2015 et 2016. |  | - Supercoupe du Tadjikistan (3) : - Vainqueur : 2014, 2015 et 2016. - Coupe de l'AFC : - Finaliste : 2015. |

### Palmarès en sélection
Tadjikistan
- AFC Challenge Cup (1) :
  - Vainqueur : 2006.